# Smorodinówka
Smorodinówka (lub smorodinówka kresowa) – półwytrawna nalewka na owocach czarnej porzeczki, znana ze swoich właściwości leczniczych. Nazwa pochodzi z Kresów Wschodnich, gdzie czarna porzeczka nazywana była „smorodiną” (z ros. смородина - porzeczka).
Produkcja
Smorodinówkę wytwarza się zalewając dojrzałe owoce czarnej porzeczki spirytusem o mocy około 70% z dodatkiem cukru. Niektóre przepisy zalecają dodatek cynamonu, wanilii, goździków, lub miodu wielokwiatowego. 
Właściwości
Nalewka początkowo ma kolor ciemnoczerwony, przechodzący w purpurowy. Smorodinówka ma wyrazisty smak, z mocnym aromatem czarnej porzeczki. Ma korzystne działanie w zaburzeniach trawienia, nieżycie górnych dróg oddechowych i bólu gardła. 
Smorodinówka w mediach
W jednym z odcinków serialu Ranczo (odcinek Honor gminy) filmowy Wójt upił się smorodinówką tuż przed unijną kontrolą. By ratować honor gminy, wójta zastępuje brat-bliźniak, miejscowy proboszcz. 